# See You Again
«See You Again» (англ. Побачу тебе знову) — четвертий та фінальний сингл четвертого студійного альбому американської кантрі-співачки Керрі Андервуд — Blown Away. В США пісня вийшла 15 квітня 2013. Пісня написана Керрі Андервуд, Гілларі Ліндсі та Девідом Ходжесом; спродюсована Марком Брайтом.

## Список композицій
Цифрове завантаження
1. «See You Again» — 4:07

## Музичне відео
Прем'єра музичного відео відбулася 7 червня 2013 під час шоу Good Morning America та пізніше на ABCNews.com. Відеокліп зрежисовано Еріком Велчем. Станом на травень 2018 музичне відео мало 40 мільйонів переглядів на відеохостингу YouTube.

## Чарти
Тижневі чарти
| Чарт (2013)                      | Місце |
| -------------------------------- | ----- |
| Canadian Hot 100                 | 45    |
| Canada AC (Billboard)            | 25    |
| Canada Country (Billboard)       | 2     |
| U.S. Billboard Hot 100           | 34    |
| U.S. Billboard Hot Country Songs | 7     |
| U.S. Billboard Country Airplay   | 2     |

Річні чарти
| Чарт (2013)                      | Місце |
| -------------------------------- | ----- |
| U.S. Billboard Hot Country Songs | 23    |
| U.S. Billboard Country Airplay   | 15    |

## Продажі
| Країна     | Сертифікація (таблиця продажів та сертифікатів) | Продажі    |
| ---------- | ----------------------------------------------- | ---------- |
| США (RIAA) | Платина                                         | +1,000,000 |

## Нагороди та номінації

### CMT Music Awards
| Рік  | Номіновано      | Нагорода                 | Результат |
| ---- | --------------- | ------------------------ | --------- |
| 2014 | «See You Again» | Video of the Year        | Перемога  |
| 2014 | «See You Again» | Female Video of the Year | Номінація |

### World Music Awards
| Рік  | Номіновано      | Нагорода           | Результат |
| ---- | --------------- | ------------------ | --------- |
| 2013 | «See You Again» | World's Best Video | Номінація |
| 2013 | «See You Again» | World's Best Song  | Номінація |

## Історія релізів
| Країна | Дата           | Формат              |
| ------ | -------------- | ------------------- |
| США    | 15 квітня 2013 | Кантрі радіо        |
| США    | 26 серпня 2013 | Hot/Modern/AC радіо |